# Obervogtei Reichenau
Die Obervogtei Reichenau war in napoleonischer Zeit eine Verwaltungseinheit im Land Baden. Sie bestand von 1803 bis 1807.

## Entstehung
Zu Zeiten des Heiligen Römischen Reiches hatte der weltliche Herrschaftsbereich des Bistums Konstanz aus zahlreichen kleineren, weiträumig rund um den westlichen Bodensee verstreuten Gebieten bestanden. Mit dem Reichsdeputationshauptschluss von 1803 fiel der nördliche, außerhalb der Schweiz gelegene Teil unter die Landeshoheit der zum Kurfürstentum aufgewerteten Markgrafschaft Baden. Dessen Regierung ordnete sie im Rahmen einer, aufgrund weiterer territorialer Zugewinne notwendig gewordenen. neuen Verwaltungsstruktur des Landes dem Oberen Fürstentum am Bodensee zu. Hier waren, neben vier kleineren Stabsämtern, ebenso viele größere Obervogteien vorgesehen.
Die Obervogtei Reichenau hatte einen doppelten Sitz in Bohlingen und auf der Insel Reichenau. Untergliedert war sie in die Ämter Bohlingen und Reichenau. Die Leitung, als Obervogt, wurde Friedrich von Hundbiß, der in vergleichbarer Funktion schon für das Bistum tätig war, übertragen. Sitz der Verwaltung war in den Baulichkeiten des ehemaligen Klosters. Das Amt Reichenau lag auf der Ostseite, das Amt Bohlingen räumlich getrennt auf der Westseite des Untersees. Die vorgesehene Zuordnung der Pfalzvogtei Konstanz für die exemt innerhalb der Stadtgrenzen von Konstanz – das zu diesem Zeitpunkt noch zu Vorderösterreich gehörte – gelegenen Besitzrechte des Fürstbistums wurde nicht umgesetzt.

## Weitere Entwicklung
1807 wurde die Obervogtei abgeschafft, die beiden zugehörigen Ämter unterstanden nun direkt der Provinzverwaltung. Das Obervogteiamt Reichenau wurde Anfang 1810 aufgelöst und dem Bezirksamt Konstanz zugeteilt. Das Amt Bohlingen, später als Stabsamt geführt, ging Ende 1810 im Bezirksamt Radolfzell auf. Bei dessen Auflösung 1872 kam es ebenfalls zum Bezirksamt Konstanz, aus dem 1939 der Landkreis Konstanz hervorging.